# Joe Lauzon
Joseph Edward Lauzon Jr. (født 22. maj 1984 i Brockton, Massachusetts i USA) er en amerikansk MMA-udøver, der siden 2006 har konkurreret i letvægt i organisationen Ultimate Fighting Championship. Han er lige med Nate Diaz i forhold til fleste bonus awards i UFC's historie. Joes lillebror, Dan Lauzon, er også MMA-udøver.

## Baggrund
Lauzon blev født i Brockton i Massachusetts. Han boede der indtil han startede i 3. klasse hvor han flyttede til East Bridgewater. Lauzon boede på en lille bondegård hvor han nød at ride på heste. Unge Lauzon og hans venner havde interesse for wrestling og ville efterligne bevægelser på Lauzons trampolin. Lauzon startede ikke med at træne kampsport før sit første år på East Bridgewater High School, efter at have set en demonstration, der igangsatte hans interesse. Lauzon bestod fra Wentworth Institute of Technology i 2007 med en Bachelor i datalogi. Han arbejde som netværksadministrator i Cambridge i Massachusetts før han begyndte at træne MMA på fuldtid.

## MMA-karriere

### Tidlige karriere
Lauzons første amatørkamp var 2002. Han opnåede en 5–3 rekordliste som amatør.
I 2004 havde Lauzon sin første MMA-kamp, hvor han via submission (armbar) i 1. omgang, på et lokalt stævne i Massachusetts arrangeret af Mass Destruction. Lauzon fik herefter 8 sejre i træk hvor alle endte på submission. Lauzon vandt en 8-mands-turnering, hvor han besejrede 3 kæmpere på en aften i World Fighting League og blev kåret som WFL Grand Prix Champion. Lauzon blev også udnævnt som Massachusetts fighter of the year i 2004 af lokale Massachusetts MMA outlets
Lauzon fik sin debut i UFC da han overraskende vandt over tidligere letvægt-mester Jens Pulver ved UFC 63 den 23. september, 2006, hvor han vandt via KO efter 48 sekunder og slog sine 7-til-1 odds.
Lauzon har været sponsoreret gennem sin karriere af det Massachusetts-baserede independent pladeselskab Deathwish Inc..

### The Ultimate Fighter
Lauzon var deltager i The Ultimate Fighter 5, hvor letvægtere konkurrerede mod hinanden. Han var på B.J. Penn's hold, mod et hold trænet af Jens Pulver. Lauzon slog Brian Geraghty i den indledende omgang. Herefter besejrede han Cole Miller i kvartfinalerne. Sejren var anset som kontroversiel da Miller blev ramt af urene slag i baghovedet. Miller virkede tydeligvis rystet efter et urent slag og fik tid til at komme sig. Men da kampen blev sat i gang igen var det tydeligt at Cole stadig var påvirket af slaget. Lauzon fik nyttet af det og vandt kampen. I semifinalerne tabte, Lauzon via enstemmig afgørelse til Manvel Gamburyan. I finalen, besejrede han Brandon Melendez via submission (triangle choke) ved 2:09 i 2. omgang.

### Ultimate Fighting Championship
På UFC 78 submittede Lauzon den daværende ubesejrede Jason Reinhardt via submission (rear-naked choke) i 1. omgang. Lauzon fik hurtigt Reinhardt før han gik til the north-south positionen. Reinhardt rullede og gav Lauzon sin ryg, og gik hurtigt ind i Lauzons rear-naked choke så submission kunne fuldføres.
Lauzon skulle have mødt Diego Sanchez den 15. november, 2014 på UFC 180, hvor han erstattede skadede Norman Parke. Men den 23. oktober, blev det offentliggjort at både Sanchez og Lauzon var skadede så kampen blev aflyst.
Lauzon mødte i stedet Diego Sanchez den 9. juli, 2016 på UFC 200. Han vandt via TKO i 1. omgang og blev dermed den første mand, der stoppet Sanchez med slag.
Lauzon mødte Marcin Held den 15. januar, 2017 på UFC Fight Night: Rodríguez vs. Penn. Han vandt en kontroversiel split decision sejr og indrømmede endda, at han følte, at han tabte kampen i interviewet efter kampen. Ligeledes mente 16 ud af 17 mediekommentatorer, at Held vandt; den sidste vurderede, at kampen var uafgjort.

## Mesterskaber, resultater og rekorder
- Ultimate Fighting Championship
  - Lige med Nate Diaz for fleste bonus awards i UFC's historie (15)
  - Flest Submission of the Night Honors i UFC (6 gange)
  - Fight of the Night Honors (7 gange)
  - Knockout of the Night Honors (1 gang)
  - Performance of the Night Honors (1 gang)
  - Fight of the Year (2012) vs. Jim Miller
  - Fleste færdiggørelser i UFC Letvægtklassen (11)
- United States Kickboxing Association
  - USKBA U.S. Super Welterweight Championship (1 time)[18]
- World Fighting League
  - WFL Grand Prix Champion
- World MMA Awards
  - 2012 Fight of the Year (vs. Jamie Varner)
- Massachusetts MMA outlets
  - 2004 Massachusetts Fighter of the Year Honors

## Privatliv
Lauzons fightnavn 'J-Lau', blev givet til ham af hans ven han trænede med i high school. Lauzon brød sig ikke om kælenavnet da det var en reference til Jennifer Lopez og fortræk kælenavnet 'Baby Joe' i stedet.
| “ | I don't like that “Creepy Joe” one. I don't like J-Lau, but I'm not going to trade it for another terrible one. You don't get to pick your own nickname. A couple of guys that I train with and have known since high school-they're the ones who started the “J-Lau” thing. I can't get away from it. It's been so long now. That's how people know me. Not everyone is an expert and could say 'Oh, he changed his nickname, you can't call him that anymore.' They know me as “J-Lau” so it's still going to be “J-Lau” to them. I'm stuck with it. it's a terrible nickname. Whatever. I hated j-lau at first because of the whole Jennifer Lopez reference. It kind of sucked and I tried to hate it at first. It was the same thing with‘Creepy Joe.’ I kind of liked ‘Baby Joe’ though. For BJ to be talking so much good stuff about me and for Rudy [Valentino] to say that I remind him of BJ, it was something else.BJ’s name comes from ‘Baby Jay’ and for him to say so many good things about me and then use a nick name for me that is kind of like his name was pretty cool. But ‘J-Lau’ stuck so it’s fine. At least it gets them to say my name right. | ” |